# Подолино (Московская область)
Подолино — деревня в Московской области России. Входит в городской округ Химки. Население — 3410 чел. (2021).

## География
Деревня Подолино расположена в центральной части Московской области, на западе городского округа, примерно в 12 км к северо-западу от центра города Химки и в 33 км к юго-востоку от города Солнечногорска, в 11 км от Московской кольцевой автодороги, на берегу реки Горетовки бассейна Москвы-реки.
В деревне 9 улиц, 1 микрорайон, 1 промышленная зона, зарегистрировано 2 садовых товарищества. Связана прямым автобусным сообщением с городом Химки (платформа Фирсановская) и станцией Сходня. Ближайшие населённые пункты — деревни Жаворонки, Лигачёво и посёлок санатория «Мцыри». НО

## История
В «Указателе селений и жителей уездов Московской губернии» К.Нистрема 1852 года — Подолино, сельцо 3-го стана Московского уезда Московской губернии, Гг. Столыпиных малолетних, крестьян 62 души мужского пола, 70 женского, 13 дворов, 25 верст от Пресненской заставу, на проселочной дороге, влево 5 верст.
В «Списке населённых мест» 1862 года Подолино — владельческая деревня 3-го стана Московского уезда Московской губернии по левую сторону Николаевской железной дороги (из Москвы), в 29 верстах от губернского города, при речке Горетовке, с 21 двором и 117 жителями (57 мужчин, 60 женщин).
По данным на 1890 год входила в состав Черкизовской волости Московского уезда, число душ составляло 154 человека.
В 1913 году в деревне 70 дворов, земское училище, 4 столярных заведения, 2 чайных лавки.
По материалам Всесоюзной переписи населения 1926 года — центр Подолинского сельсовета Ульяновской волости Московского уезда, проживало 500 жителей (245 мужчин, 255 женщин), насчитывалось 92 хозяйства, среди которых 87 крестьянских, имелась школа.
С 1929 года — населённый пункт в составе Сходненского района Московского округа Московской области. Постановлением ЦИК и СНК от 23 июля 1930 года округа как административно-территориальные единицы были ликвидированы.
1929—1932 гг. — центр Подолинского сельсовета Сходненского района.
1932—1940 гг. — центр Подолинского сельсовета Солнечногорского района.
1940—1960 гг. — центр Подолинского сельсовета Химкинского района.
1960—1963 гг. — центр Подолинского сельсовета Солнечногорского района.
1963—1965 гг. — центр Подолинского сельсовета Солнечногорского укрупнённого сельского района.
1965—1994 гг. — центр Подолинского сельсовета Солнечногорского района.
В 1994 году Московской областной думой было утверждено положение о местном самоуправлении в Московской области, сельские советы как административно-территориальные единицы были преобразованы в сельские округа.
1994—1999 гг. — центр Подолинского сельского округа Солнечногорского района.
20 октября 1999 года административный центр Подолинского сельского округа был перенесён из деревни Подолино в посёлок санатория «Мцыри».
В 1999—2006 гг. деревня являлась центром Подолинского сельского округа Солнечногорского района.
В 2005—2019 годах деревня входила в Кутузовское сельское поселение Солнечногорского муниципального района, в 2019—2022 годах  — в состав городского округа Солнечногорск, с 1 января 2023 года включена в состав городского округа Химки.

## Население
| 1852 | 1859  | 1890 | 1899 | 1926 | 1998 | 2002 |
| ---- | ----- | ---- | ---- | ---- | ---- | ---- |
| 132  | ↘117  | ↗154 | ↗236 | ↗500 | ↘91  | ↗106 |
| 2010 | 2021  |      |      |      |      |      |
| ↗206 | ↗3410 |      |      |      |      |      |

С 2014 до 2022 года население значительно увеличивалось за счет постройки многоэтажного жилого комплекса «Велтон парк Новая Сходня», где проживают до 7000 человек, таким образом общее число проживающих в деревне составило более 10 тысяч человек, учитывая сезонную миграцию населения.